# NES Classic Edition
La NES Classic Edition, llamada Nintendo Classic Mini: Nintendo Entertainment System en Europa y Australia y en Japón Nintendo Classic Mini: Family Computer, es una réplica en miniatura de la consola Nintendo Entertainment System (NES), puesta a la venta en Japón y Australia el 10 de noviembre de 2016; en Norteamérica y Europa, el 11 de noviembre, y en Rusia, el 23 de noviembre. Su arquitectura está basada en la emulación de hardware, cuenta con una biblioteca permanente de 30 juegos integrados en su biblioteca, incluyendo algunos títulos de desarrolladores terceros bajo licencia de sus respectivos creadores, y cuenta con almacenamiento grabable solamente para partida guardada.
El sistema cuenta con salida de pantalla HDMI y un controlador réplica a escala de la versión original que también puede conectarse al puerto de Wii para su uso con juegos de consola virtual en Wii y Wii U.
En la versión japonesa, los controles están unidos permanentemente a consola, al igual que en el Famicom original. Debido a esto, los controles y cables de conexión también son más pequeños y más cortos respectivamente, pero no pueden conectarse a un mando Wii para su uso con juegos de consola virtual. La consola alberga un nuevo motor de emulación de NES, desarrollado por Nintendo European Research & Development (NERD). Este motor de emulación fue bien recibido por críticos y es considerado superior en soporte visual y de audio en comparación con la emulación de consola virtual de NES en la Wii U y en la Wii.
A pesar de haber sido comercializada con nombres diferentes en América del Norte y la región PAL, ambas versiones poseen hardware y software idénticos. Los juegos incluidos se basan en sus traducciones norteamericanas y funcionan a 60 Hz en todas las regiones. La interfaz de usuario de la consola cuenta con ocho idiomas; no obstante esto no cambia el idioma en los juegos.
El mismo día del lanzamiento de esta consola fue puesto a la venta un libro de 320 páginas llamado Playing with Power: Nintendo NES Classics publicado por la editorial Prima Games; este libro es una guía para algunos de los juegos incluidos en el sistema. Nintendo of America también recuperó la línea de asistencia de Nintendo como una línea telefónica automatizada desde el 11 de noviembre al 13 de noviembre, como celebración del lanzamiento del sistema.
El 31 de enero de 2017, Nintendo anunció que ya había vendido más de 1,5 millones de unidades de la consola, y que la compañía seguía trabajando duro para reponer stock de unidades durante el año 2017.
Nintendo confirmó el 15 de abril de 2017 que, a pesar del gran éxito de la consola, dejaría de fabricarla debido a que no era un producto concebido para una venta a largo plazo.
La clasificación por edades es Everyone 10+ de ESRB, 6+ de RARS, 7+ de PEGI y 12 de USK, mientras que la versión japonesa (Famicom Mini) es CERO B (12+) por CERO.

## Lista de juegos
Independientemente del modelo/región, la microconsola incluye 30 juegos integrados en todas las regiones. Solamente 22 títulos son comunes entre las regiones, mientras que los ocho títulos restantes son exclusivos en Japón o la región de Norteamérica/PAL respectivamente. Los siguientes títulos son comunes entre regiones:
| Título                                             | NA/PAL | JP |
| -------------------------------------------------- | ------ | -- |
| Balloon Fight                                      | Sí     | Sí |
| Castlevania                                        | Sí     | Sí |
| Donkey Kong                                        | Sí     | Sí |
| Double Dragon II: The Revenge                      | Sí     | Sí |
| Dr. Mario                                          | Sí     | Sí |
| Excitebike                                         | Sí     | Sí |
| Galaga                                             | Sí     | Sí |
| Ghosts 'n Goblins                                  | Sí     | Sí |
| Gradius                                            | Sí     | Sí |
| Ice Climber                                        | Sí     | Sí |
| Kirby's Adventure                                  | Sí     | Sí |
| Mario Bros.                                        | Sí     | Sí |
| Mega Man 2                                         | Sí     | Sí |
| Metroid                                            | Sí     | Sí |
| Ninja Gaiden                                       | Sí     | Sí |
| Pac-Man                                            | Sí     | Sí |
| Super Contra                                       | Sí     | Sí |
| Super Mario Bros.                                  | Sí     | Sí |
| Super Mario Bros. 2                                | Sí     | Sí |
| Super Mario Bros. 3                                | Sí     | Sí |
| The Legend of Zelda                                | Sí     | Sí |
| Zelda II: The Adventure of Link                    | Sí     | Sí |
| Bubble Bobble                                      | Sí     | No |
| Castlevania II: Simon's Quest                      | Sí     | No |
| Donkey Kong Jr.                                    | Sí     | No |
| Final Fantasy                                      | Sí     | No |
| Kid Icarus                                         | Sí     | No |
| Punch-Out!! Featuring Mr. Dream                    | Sí     | No |
| StarTropics                                        | Sí     | No |
| Tecmo Bowl                                         | Sí     | No |
| Atlantis no Nazo                                   | No     | Sí |
| Downtown Nekketsu Kōshinkyoku: Soreyuke Daiundōkai | No     | Sí |
| Final Fantasy III                                  | No     | Sí |
| NES Open Tournament Golf                           | No     | Sí |
| River City Ransom                                  | No     | Sí |
| Solomon's Key                                      | No     | Sí |
| Tsuppari Ōzumō                                     | No     | Sí |
| Yie Ar Kung-Fu                                     | No     | Sí |

## Edición Shonen Jump
Una edición limitada dorada de la Nintendo Classic Mini: Family Computer, conocida como Edición Shonen Jump fue lanzada exclusivamente en Japón el día 8 de julio de 2018, esta edición se lanzó para conmemorar los 50 años de la revista Weekly Shōnen Jump e incluye 20 juegos basados en mangas que son propiedad de esta revista, tales como Dragon Ball, Saint Seiya y Kinnikuman.
Esta edición de le consola incluye los siguientes juegos:
- Kinnikuman: Muscle Tag Match (1985)
- Dragon Quest (1986)
- Hokuto no Ken (1986)
- Dragon Ball: Shenlong no Nazo (1986)
- Kinnikuman: Kinniku-sei Ōi Sōdatsusen (1987)
- Saint Seiya: Ōgon Densetsu (1987)
- Captain Tsubasa (1988)
- Saint Seiya: Ōgon Densetsu Kanketsu-hen (1988)
- Sekiryūō (1989)
- Famicom Jump: Hero Retsuden (1989)
- Sakigake!! Otokojuku Shippū Ichi Gō Sei (1989)
- Ankoku Shinwa: Yamato Takeru Densetsu (1989)
- Tenchi o Kurau (1989)
- Hokuto no Ken 3: Shin Seiki Sōzō: Seiken Retsuden (1989)
- Dragon Ball 3: Goku Den (1989)
- Captain Tsubasa Vol. II: Super Striker (1990)
- Dragon Ball Z: Kyōshū! Saiyajin (1990)
- Magical Taluluto-kun FANTASTIC WORLD!! (1991)
- Famicom Jump II: Saikyō no Shichinin (1991)
- Rokudenashi Blues (1993)